# Châtenay (Eure-et-Loir)
Châtenay is een gemeente in het Franse departement Eure-et-Loir (regio Centre-Val de Loire) en telt 171 inwoners (1999). De gemeente behoort tot het kanton Auneau van het arrondissement Chartres.
De oppervlakte bedraagt 10,0 km², de bevolkingsdichtheid is 17,1 inwoners per km².

## Demografie
Onderstaande figuur toont het verloop van het inwoneraantal van Châtenay vanaf 1962.

Bron: Frans bureau voor statistiek. Cijfers inwoneraantal volgens de definitie population sans doubles comptes (zie de gehanteerde definities)